# Margin Call
Margin Call is een Amerikaanse dramafilm uit 2011 die geschreven en geregisseerd werd door J. C. Chandor. De film volgt het personeel van een fictieve investeringsbank in de aanloop naar de kredietcrisis. De hoofdrollen worden vertolkt door Kevin Spacey, Zachary Quinto, Paul Bettany en Jeremy Irons.
In 2011 waren er wereldwijd Occupy Wall Street-betogingen  als protest tegen de hebzucht van Wall Street en andere grote financiële instellingen. Filmcriticus Roger Ebert: "Ik denk dat de film toont hoe de personages enkel bezorgd zijn om de welvaart van hun ondernemingen. Er is geen voeling met het algemeen belang. Ondernemingen zijn amoreel en willen enkel overleven en succesvol zijn en liggen niet wakker van wat de menselijke kosten zijn. Dit is waarom Occupy Wall Street-betogers zo boos zijn: Ze zijn niet tegen kapitalisme, maar ze zijn woedend door de oneerlijkheid en hebzucht." In Margin Call legt CEO John Tuld uit wat zijn motto is: "Wees de eerste, wees slimmer, of speel vals." Op aanraden van twee jonge werknemers besluit de CEO om als eerste onderneming zoveel mogelijk mortgage-backed securities (MBS) (i.e. verhandelbare effecten met hypotheken als onderpand) van de hand te doen. De investeringsbank Goldman Sachs paste in 2007 een gelijkaardige strategie toe op aanraden van twee werknemers.

## Samenvatting
Tijdens een ontslagronde in de vroege ochtend wordt 80 procent van het personeel van een investeringsbank ontslagen. Ook Eric Dale, hoofd van de afdeling risicobeheer, wordt na een loopbaan van negentien jaar op straat gezet. Zijn bedrijfstelefoon wordt geblokkeerd en hij moet het gebouw meteen verlaten. Net voor hij de lift instapt, bezorgt hij een van zijn werknemers, de jonge Peter Sullivan, een USB-stick en de mondelinge waarschuwing dat hij voorzichtig moet zijn.
Op de USB-stick staat een onafgewerkt project van Dale. Na de werkuren bestudeert Sullivan de gegevens en stelt hij vast dat de volatiliteit van de mortgage-backed securities (MBS) (i.e. verhandelbare effecten met hypotheken als onderpand) van de bank weldra de historische berekende volatiliteit zal overschrijden. Deze financiële ramp kan de investeringsbank een verlies opleveren dat groter is dan zijn beurswaarde. Sullivan belt zijn collega Seth Bregman op en vraagt hem om samen met hun bureauchef Will Emerson naar het kantoor terug te keren. Emerson wordt door Sullivan ingelicht, waarna ook afdelingshoofd Sam Rogers wordt opgetrommeld. Ze proberen ook Dale terug naar het kantoor te halen, maar omdat hij niet thuis is en zijn bedrijfstelefoon geblokkeerd werd, kunnen ze hem niet bereiken.
Gedurende de nacht brengen de bankiers hun superieuren, Jared Cohen en Sarah Robertson, op de hoogte van de situatie. Niet veel later landt de helikopter van CEO John Tuld op het dak van het kantoorgebouw. In een vergadering met de betrokken bankiers vraagt Tuld om een oplossing. Cohen stelt voor om de waardeloze activa van de hand te doen voor de financiële markt te weten komt dat ze waardeloos zijn geworden. Zo kan de bank de schade beperken. Rogers gaat niet akkoord. Hij vreest dat zo de hele financiële sector risico zal lopen en dat niemand ooit nog zaken zal willen doen met hen. Hij vreest ook dat hun klanten snel zullen beseffen wat er aan de hand is zodra ze merken dat enkel de waardeloze activa verkocht worden. Tuld wil de andere banken voor zijn en is daarmee bereid om de reputatie van hun bedrijf op het spel te zetten.
In de vroege uurtjes wordt Dale eindelijk opgespoord. Hij keert terug naar het kantoor, waar hij heel de dag moet blijven en niks mag ondernemen in ruil voor een ruime eenmalige miljoenen vergoeding. Ondertussen wordt duidelijk dat Tuld, Cohen en Robertson al weken op de hoogte waren van de oplopende risico's. De CEO besluit om van Robertson de zondebok te maken. Ze wordt ontslagen om de aandeelhouders en werknemers te plezieren en krijgt in ruil een enorme ontslagvergoeding. Ze moet net als Dale heel de dag op kantoor blijven.
Met tegenzin en in ruil voor een enorm geldbedrag besluit Rogers mee te werken. Voor het openen van de beurs licht hij zijn beurshandelaars in. Ze krijgen een bonus van zeven cijfers als ze er die dag in slagen om 93 procent van de MBS van de hand te doen. Rogers geeft toe dat deze uitverkoop het einde van hun carrières zal betekenen, omdat geen enkele klant hen ooit nog zal vertrouwen.
De bank brengt de uitverkoop snel tot een goed einde, maar lijdt wel grote verliezen. Aan het einde van de werkdag ziet Rogers hoe er opnieuw een grote ontslagronde georganiseerd wordt. Nadien wil hij zelf zijn ontslag indienen, maar Tuld weigert dat te aanvaarden. Hij legt uit dat de huidige financiële crisis niet veel verschilt van voorgaande financiële crisissen en dat grote winsten en verliezen nu eenmaal deel uitmaken van de economische cyclus. Hij overtuigt Rogers om nog twee jaar bij de bank te blijven en belooft dat ze veel geld zullen verdienen aan de huidige crisis. De CEO deelt ook desgevraagd mee dat de jonge veelbelovende Sullivan een promotie krijgt en zeker geen ontslag.

## Rolverdeling

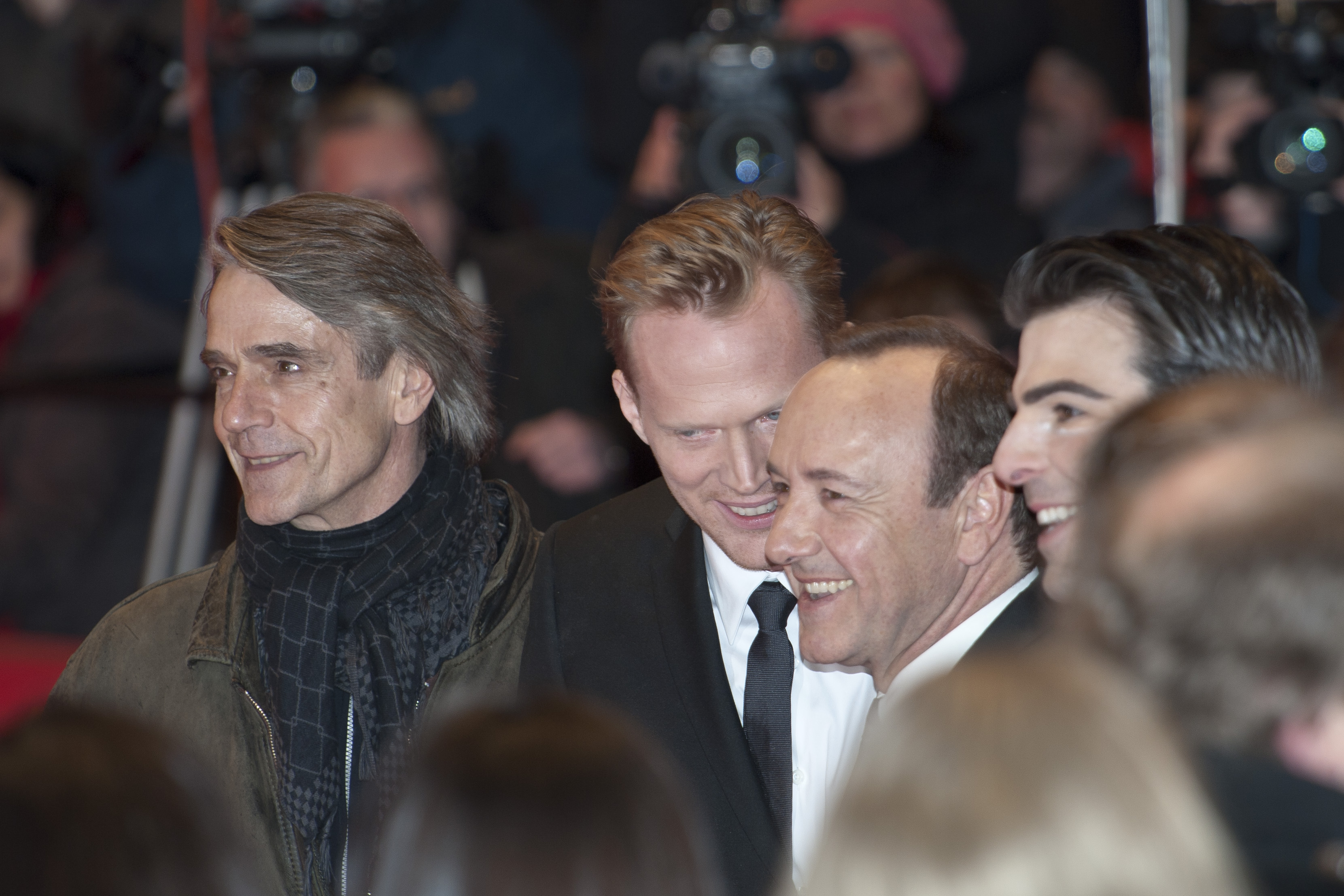
De cast van Margin Call op het filmfestival van Berlijn (2011).

| Acteur          | Personage       |
| --------------- | --------------- |
| Kevin Spacey    | Sam Rogers      |
| Paul Bettany    | Will Emerson    |
| Jeremy Irons    | John Tuld       |
| Zachary Quinto  | Peter Sullivan  |
| Penn Badgley    | Seth Bregman    |
| Simon Baker     | Jared Cohen     |
| Mary McDonnell  | Mary Rogers     |
| Demi Moore      | Sarah Robertson |
| Stanley Tucci   | Eric Dale       |
| Aasif Mandvi    | Ramesh Shah     |
| Ashley Williams | Heather Burke   |
| Susan Blackwell | Lauren Bratberg |

## Productie

### Achtergrond
In de zomer van 2007 ontstond de kredietcrisis. De crisis werd mede veroorzaakt door het feit dat heel wat Amerikanen in de periode 2003–2007 veel te makkelijk hypothecaire leningen konden afsluiten, hoewel ze geen inkomen hadden, over een slechte krediethistorie beschikten en/of andere afbetalingsproblemen hadden. Deze zogenoemde rommelhypotheken (ook wel subprime-hypotheken genoemd) werden door banken gesecuritiseerd en verkocht, waardoor het risico naar andere banken en financiële instellingen verschoven werd. Doordat banken commissies kregen voor het afsluiten van leningen bleven ze massaal investeren in de rommelhypotheken. Bovendien waren de huizenprijzen in die periode erg hoog, waardoor men ervan uitging dat de hypotheekgevers hun huis met winst konden verkopen en zo hun lening zouden terug betalen. Indien de lening niet afbetaald kon worden, kon het huis door middel van het hypotheekrecht te gelde gemaakt worden. Vanaf 2006 raakte duidelijk dat heel wat Amerikanen hun betalingsverplichtingen niet konden nakomen. Men probeerde de verhypothekeerde huizen te gelde te maken, maar dat zorgde er al snel voor dat de huizenmarkt instortte. Heel wat mensen verloren hun huis, waardoor er een groter aanbod ontstond en de huizenprijzen sterk daalden. Als gevolg daarvan zaten de banken met grote verliezen. Doordat de vele, waardeloze rommelhypotheken aan andere financiële instellingen verkocht waren, verspreidde de crisis zich snel in de financiële wereld. De interbancaire geldmarkt droogde op en verschillende banken gingen failliet of werden overgenomen of genationaliseerd.

### Ontwikkeling
J. C. Chandor was vertrouwd met de financiële wereld omdat zijn vader als beurshandelaar voor Merrill Lynch had gewerkt. Ten gevolge van de kredietcrisis werd Merrill Lynch in 2008 overgenomen door Bank of America. Datzelfde jaar begon Chandor met het schrijven van het scenario. Chandor zelf was bijna een slachtoffer van de kredietcrisis geworden. Eind 2006 investeerde hij met enkele partners in een vastgoedproject in Tribeca. Hij wilde een industrieel gebouw renoveren en met winst doorverkopen. Op aanraden van een ervaren zakenbankier werd het pand net voor het instorten van de huizenmarkt verkocht.
De eerste versie van het script schreef Chandor in vier dagen. De investeringsbank die hij in zijn verhaal centraal stelde, was niet gebaseerd op een specifieke bank, maar representeerde verschillende banken die tijdens de kredietcrisis een rol hadden gespeeld. Ook de fictieve personages waren een bundeling van verschillende personen. Zo is de naam van het personage John Tuld een samensmelting van John Thain, gewezen CEO van Merrill Lynch, en Richard S. Fuld, gewezen CEO van Lehman Brothers.
Het scenario werd in 2009 opgepikt door Before The Door Pictures, het beginnende productiebedrijf van acteur Zachary Quinto. Omdat de kredietcrisis nog aan de gang was en er op dat ogenblik heel wat gelijkaardige projecten, zoals Capitalism: A Love Story (2009), The Company Men (2010) en Inside Job (2010), ontwikkeld werden, was het erg moeilijk om investeerders te vinden. Uiteindelijk kregen de producenten een klein budget van 3,4 miljoen dollar samen. Sommige investeerders eisten ook dat het script aangepast werd. Zo werd gevraagd om van de protagonist Peter Sullivan een traditionelere held te maken en wilde men dat de personages John Tuld en Sam Rogers gestraft werden voor hun daden. Volgens Chandor waren de voorgestelde wijzigingen ongepast: "Het hoofdpersonage is een jonge man van 25 jaar, niet Moeder Teresa. Het was zijn keuze om in deze sector te komen werken. Bovendien worden er geen misdaden gepleegd."

### Casting
Met de hulp van het talentagentschap Creative Artists Agency (CAA) slaagden de makers erin om een cast met bekende acteurs samen te stellen. Omdat de acteurs geen goedbetaalde acteeropdrachten wilden mislopen en de makers zelf over onvoldoende geld beschikten om hun cast voor een specifieke periode vast te leggen, werden de acteurs niet contractueel verbonden aan de productie. Om het risico op een vroegtijdig vertrek van een hoofdrolspeler te verkleinen, werden de opnames zo kort mogelijk gehouden.
In mei 2010 werd de casting van Zachary Quinto en Kevin Spacey bekendgemaakt. Enkele dagen later werden ook Stanley Tucci en Carla Gugino aan de cast toegevoegd. Net voor het begin van de opnames moest Gugino afhaken, waarna ze vervangen werd door Demi Moore. In juni 2010 werden ook Simon Baker en Paul Bettany gecast.
Het personage John Tuld werd eerst aangeboden aan Ben Kingsley, maar omdat de acteur op het laatste moment moest afhaken, werd hij uiteindelijk vervangen door Jeremy Irons. Ook Billy Crudup en Tim Robbins toonden interesse in het project, maar moesten uiteindelijk afhaken omdat ze geen tijd konden vrijmaken voor de opnames.

### Opnames
De opnames gingen op 21 juni 2010 van start in New York. Zo'n 80 procent van alle scènes werd opgenomen op de 42e verdieping van One Penn Plaza, een kantoorgebouw in de buurt van Madison Square Garden. De verdieping werd in het verleden gebruikt door een handelsonderneming. Verder werd er ook gefilmd in Brooklyn en Rye.
De opnames duurden zeventien dagen. Kevin Spacey nam zijn scènes in twaalf dagen op, Demi Moore had slechts vier opnamedagen.

### Release en ontvangst
Margin Call ging op 25 januari 2011 in première op het Sundance Film Festival. Een maand later dong de film ook mee naar de Gouden Beer op het internationaal filmfestival van Berlijn.
In België werd de film in oktober 2011 vertoond op het filmfestival van Gent. De nationale bioscooprelease volgde pas op 25 januari 2012. In Nederland maakte Margin Call begin november 2011 deel uit van de programmatie van Amsterdam Film Week. Op 10 november 2011 werd de film in heel Nederland uitgebracht.
Margin Call kreeg overwegend positieve recensies. Op Rotten Tomatoes heeft de film een waarde van 88% en een gemiddelde score van 7,3/10, gebaseerd op 155 recensies. Op Metacritic heeft de film een gemiddelde score van 76/100, gebaseerd op 38 recensies. Filmcriticus David Denby van The New Yorker noemde Margin Call in 2011 "een van de beste films van het jaar en de beste Wall Street-film ooit". Filmrecensent Roger Ebert van Chicago Sun-Times gaf de film een score van 3,5/4.

## Prijzen en nominaties
| Jaar | Prijs                              | Categorie                                | Genomineerde(n)                          | Uitslag     |
| ---- | ---------------------------------- | ---------------------------------------- | ---------------------------------------- | ----------- |
| 2011 | Filmfestival van Berlijn           | Gouden Beer                              | J. C. Chandor                            | Genomineerd |
| 2011 | National Board of Review           | Top 10 onafhankelijke films van het jaar | Top 10 onafhankelijke films van het jaar | Gewonnen    |
| 2011 | National Board of Review           | Beste regiedebuut                        | J. C. Chandor                            | Gewonnen    |
| 2011 | New York Film Critics Circle Award | Beste debuutfilm                         | J. C. Chandor                            | Gewonnen    |
| 2012 | Academy Awards                     | Beste originele scenario                 | J. C. Chandor                            | Genomineerd |
| 2012 | Independent Spirit Awards          | Beste debuutfilm                         | Beste debuutfilm                         | Gewonnen    |
| 2012 | Independent Spirit Awards          | Robert Altman Award                      | Robert Altman Award                      | Genomineerd |
| 2012 | Independent Spirit Awards          | Beste debuutscenario                     | J. C. Chandor                            | Genomineerd |